# شورک (بخش مرکزی نهبندان)
شورک روستایی در دهستان بندان بخش مرکزی شهرستان نهبندان استان خراسان جنوبی ایران است. بر پایه سرشماری عمومی نفوس و مسکن در سال ۱۳۹۰ این روستا بدون جمعیت بوده است.